# Quincy, M.E.
Quincy, M.E. is een Amerikaanse dramaserie. Hiervan werden 148 afleveringen gemaakt die oorspronkelijk van 3 oktober 1976 tot en met 11 mei 1983 werden uitgezonden op NBC. Het verhaal van de serie is gebaseerd op dat uit het boek Where Death Delights, van voormalig FBI-agent Marshall Houts. Quincy, M.E. begon als een reeks televisiefilms van 75 minuten per stuk. Vanaf de eerste aflevering van het tweede seizoen ('Snake Eyes: Part 1') veranderde het format in dat van een televisieserie met afleveringen van zestig minuten per deel.
Quincy, M.E. werd tien keer genomineerd voor een Primetime Emmy Award, waaronder die voor beste dramaserie in 1978 en 1981 en die voor beste hoofdrolspeler in een dramaserie in 1977, 1978, 1979 en 1980 (vier keer Jack Klugman). Ook werden er drie afleveringen genomineerd voor een Edgar Allan Poe Award, waarvan 'The Thighbone Is Connected To The Knee Bone' de prijs in 1978 daadwerkelijk kreeg toegekend.

## Uitgangspunt
Na het overlijden van zijn vrouw Helen sluit dokter R. Quincy zijn praktijk en gaat hij werken als forensisch arts voor het Los Angeles County Coroner's Office. Hier onderzoekt hij of omgekomen personen op een natuurlijke manier zijn gestorven of dat er sprake is van een misdrijf. Ook als Quincy levende personen ervan verdenkt dader of juist slachtoffer te zijn van een ernstig delict of vergrijp, komt hij in actie. Hoewel zijn theorieën hierbij regelmatig worden betwist, vertrouwt Quincy op zijn deskundigheid en zoekt hij zo nodig net zo lang door tot hij de waarheid boven tafel heeft, ongeacht of hij daarmee vriend en/of vijand tegen zich in het harnas jaagt. Hierdoor botst hij nog weleens met onder andere zijn chef Robert 'Bobby' Asten en rechercheur Frank Monahan van de afdeling moordzaken.

## Rolverdeling
*Cast (88 tot en met 148 afleveringen)
- Jack Klugman - R. Quincy
- John S. Ragin - Robert 'Bobby' Asten, Quincy's chef
- Robert Ito - Sam Fujiyama, Quincy's assistent
- Joseph Roman - Rechercheur Brill
- Garry Walberg - Frank Monahan
- Val Bisoglio - Danny Tovo
- Eddie Garrett - Ed, medisch fotograaf
- John Nolan - John, barman

*Overige cast (10+ tot en met 57 afleveringen)
- Marc Scott Taylor - Marc
- Diane Markoff - Diane, serveerster
- Filip Field - Lab-technicus
- Peter Virgo - Pete
- Anita Gillette - Emily Hanover
- Karen Philipp - Robin Rollin